# Холкхемская Библия

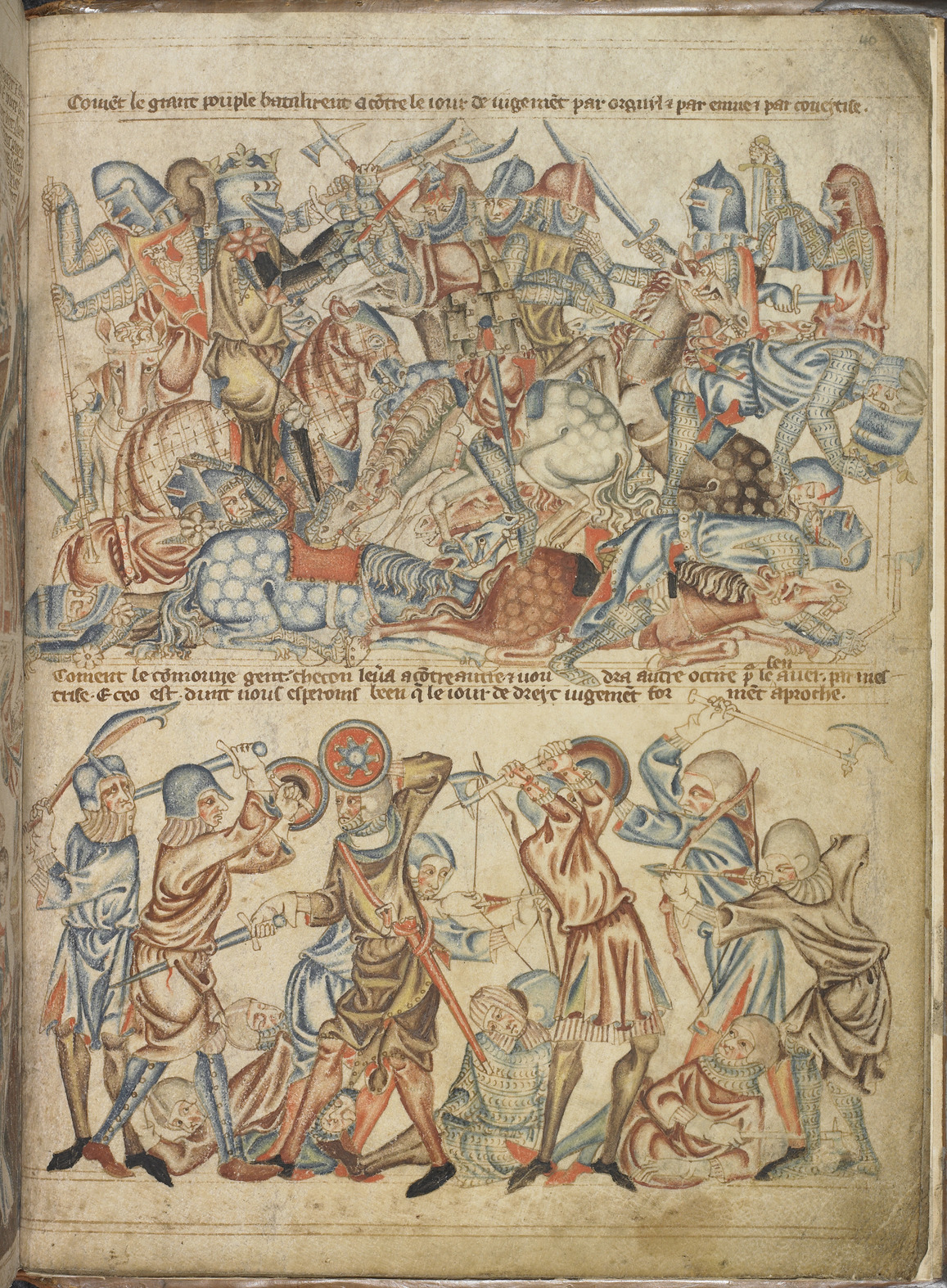
Миниатюра Холкхемской Библии, предположительно изображающая битву при Бэннокберне 1314 года.

Холкхемская Библия (англ. Holkham Bible) — богато иллюстрированный манускрипт, датируемый XIV веком, содержащий библейские и апокрифические истории, а также 231 цветную миниатюру, иллюстрирующую отдельные истории из Ветхого и Нового заветов, с короткими текстовыми пояснениями на англо-нормандской версии старофранцузского языка. 
В конце XVIII века была обнаружена и куплена 1-м графом Лестерским и виконтом Холкхемским Вильямом Коком.
Ныне хранится в коллекции Британской национальной библиотеки в Лондоне (номер — Add MS 47682).
Имеет размеры 285 × 210 мм и 42 листа фолио-формата. Палеографический и иконографический анализ показывает, что Холкхемская Библия была создана в Англии около 1325—1340 годов для использования монахами неизвестного доминиканского аббатства.
Иконографический материал включает в себя полную библейскую историю от сотворения мира до Страшного Суда, включая апокрифические рассказы о детстве Иисуса Христа.
На миниатюрах Библии изображены ветхозаветные истории в современных автору английских реалиях, что делает её важным визуальным источником о средневековом английском обществе, в том числе военном деле первой пол. XIV века. В ней представлены изображения как конных рыцарей, сражающихся мечами и копьями, так и обычных пехотинцев (le commoune gent), вооруженных топорами, фальшионами, копьями и короткими мечами, а также небольшими круглыми щитами баклерами.